# Rejon wołożyński
Rejon wołożyński (biał. Валожынскі раён) – rejon w centralnej Białorusi, w obwodzie mińskim.
Polacy stanowią 10,9% ludności.

## Położenie
Rejon wołożyński graniczy z rejonami obwodu mińskiego: mołodeczańskim, mińskim, dzierżyńskim i stołpeckim, a na zachodzie i północnym zachodzie z rejonem iwiejskim, oszmiańskim i smorgońskim obwodu grodzieńskiego.

## Warunki geograficzne
Teren pofałdowany. Na wschodzie rejonu znajduje się Wysoczyzna Mińska, na północy – wzniesienia Garbu Oszmiańskiego, zaś na południowym zachodzie – Nizina Niemeńska. Średnia na wysokości – 150–250 m n.p.m., najwyższe wzniesienie – wzgórze Majak w pobliżu wsi Szopowały (335 m).

## Klimat i roślinność
Klimat jest umiarkowany kontynentalny. Średnia temperatura w styczniu to -6,7 °C, w lipcu 17,5 °C. Średnia roczna opadów wynosi 659 mm. Okres wegetacji trwa 187 dni.
Lasy (w tym iglaste: sosna, świerk) zajmują 38% obszaru rejonu. Bagna stanowią 3,9% powierzchni. Na terenie rejonu znajduje się fragment rezerwatu przyrody obejmującego część Puszczy Nalibockiej.